# بدغان
بدغان هي قرية لبنانية من قرى قضاء عاليه في محافظة جبل لبنان.